# Andrés López de Galarza
Andrés López de Galarza was een Spaanse kapitein ten tijde van de verovering of conquista van Zuid-Amerika. Hij was afkomstig uit Villabrágima, provincie van Valladolid (Spanje) en heeft de stad Ibagué in huidig Colombia gesticht.